# Испанские Виргинские острова
Испанские Виргинские острова (англ. Spanish Virgin Islands, исп. Islas Vírgenes Españolas) — группа островов в архипелаге Виргинские острова. Население островов — 11 499 человек (2000). Площадь — 167 км². Административно Испанские Виргинские острова относятся к Пуэрто-Рико.

## Название
Своё название острова получили потому, что до испано-американской войны 1898 года принадлежали Испании. Кроме того, в Пуэрто-Рико преобладает испанский язык.

## География
Испанские Виргинские острова находятся в проливе Верджин восточнее Пуэрто-Рико и к западу от американских Виргинских островов. Группа включает в себя два больших обитаемых острова (Вьекес и Кулебра) и множество мелких островков.
На бо́льшей части островов находятся охраняемые зоны Вьекес (en:Vieques National Wildlife Refuge) и Кулебра (en:Culebra National Wildlife Refuge), куда доступ туристам ограничен.

### Необитаемые острова
- Кайо-Норте — частный необитаемый остров.
- Паломинос